# Bistum Smolensk
Das Bistum Smolensk (lat.: Dioecesis Smolenscensis) war eine im heutigen Russland gelegene römisch-katholische Diözese mit Sitz in Smolensk.

## Geschichte
Das Bistum Smolensk wurde am 1. September 1636 durch Papst Urban VIII. errichtet. Erster Bischof war Piotr Parczewski. Am 15. April 1783 wurde das Bistum Smolensk durch Papst Pius VI. aufgelöst und das Territorium wurde dem Erzbistum Mahiljou angegliedert.
Das Bistum Smolensk war dem Erzbistum Gniezno als Suffraganbistum unterstellt.
Die Kathedrale Mariä Verkündigung befand sich in Smolensk.